# Benjamin Robert (équitation)
Pour les articles homonymes, voir Benjamin Robert et Robert.
Benjamin Robert, né le 7 décembre 1981, est un cavalier breton de saut d'obstacles.

## Biographie
Il est connu pour avoir révélé le cheval Quickly de Kreisker au plus haut niveau, remportant notamment le Grand Prix du CSI 2* d’Auvers. En avril 2008, il remporte le Grand Prix pro du CSO de Dinard avec Hermès du Moulin II.
En septembre 2014, il déménage aux écuries d'Ecaussine en Belgique.